# 公田站
公田站（：／ Gongjeon yeok */?）是忠北線沿線的一座鐵路車站，位於韓國忠清北道堤川市鳳陽邑公田里，由忠州站管理。

## 历史
- 1959年1月1日 - 落成使用。

## 相鄰車站
韓國鐵道公社
忠北線
三灘－公田－鳳陽